# David Chabala
David Efford Chabala (Rodesia del Norte, 2 de febrero de 1960 - Océano Atlántico, 28 de abril de 1993), conocido popularmente como Efford Chabala, fue el primer portero de Zambia desde 1983 hasta su muerte en un accidente aéreo en la costa de Gabón en 1993 y es el segundo jugador con más partidos en la selección de Zambia, con 115 apariciones internacionales. Chabala jugó un papel decisivo en el primer éxito de Zambia en el Campeonato de África Oriental y Central cuando salvó tres penales en la victoria por 3-0 de Zambia sobre Malawi en la final de 1984 en Uganda después de un empate sin goles en el tiempo completo. Fue nombrado Deportista del Año de Zambia en 1985.

## Carrera
Chabala nació en Mufulira, en una familia de 12 integrantes donde su padre era minero. Comenzó como delantero y jugó en el Club Amateur de Lubuto en Mufulira, donde su carrera en el arco comenzó por accidente a la edad de 17 años. En una sesión de práctica, el portero regular estaba ausente, por lo que Chabala se vio obligado a ocupar los puestos de sus colegas. Aceptó a regañadientes, pero jugó tan bien y disfrutó jugando en la portería que decidió hacer el cambio permanente.
En ningún momento, fue reclutado como portero de reserva de Mufulira Wanderers por los entrenadores Samuel Ndhlovu y Dickson Makwaza . Pronto sucedió a Bernard Kabwe en el primer equipo, haciendo su debut el 27 de julio de 1980 en un encuentro de liga contra los Tigres de Lusaka en el Estadio Shinde en Mufulira. Con Wanderers perdiendo 2-0 en el medio tiempo, Chabala reemplazó a Kabwe y los hombres 'Poderosos' ganaron el partido 3-2.
Chabala jugó en la portería para el equipo Wanderers, que también contó con otros jugadores importantes como Ashols Melu, Kalusha Bwalya, Frederick Kashimoto, los hermanos Philemon Kaunda y Philemon Mulala, y más tarde Charles Musonda y Johnson Bwalya . Este lado de los Wanderers dominó las competiciones de la Copa de Zambia durante los años ochenta y principios de los noventa, ganando la etiqueta de "luchadores de copa legendarios". Sin embargo, los Wanderers nunca ganaron el campeonato de la liga de Zambia durante este período.
Fue elegido como el Deportista del Año de Zambia en 1985 y en la temporada de 1988, sorprendió a muchos puristas del fútbol de Zambia con una camiseta de delantero para los Wanderers, pero llegó a marcar 5 goles, incluido el tercer gol cuando los Wanderers vencieron a Roan United 3– 0 en la final de la Copa de la Independencia en octubre. Por lo tanto, siguió los pasos de otro gran portero de los Wanderers, Abraham Nkole, quien anotó un triplete en la final de la misma competición en 1971. Chabala volvió a ser portero, pero volvió a repetir su papel de delantero en la temporada de 1990. por algunos juegos más después de los cuales regresó entre las publicaciones.
Tuvo un breve período en Argentina con Argentinos Juniors durante la temporada 1991/92, pero regresó a Wanderers en marzo de 1992 alegando que las condiciones de su contrato no eran satisfactorias, y el club no estaba dispuesto a cambiarlas.
En diciembre de 1992, Chabala fue sustituido en la final de la Copa de la Independencia contra los Diablos Rojos de Nkana después de que concedió tres goles cuando los Wanderers lideraban 2–0 pero perdieron 3–2. Estaba desilusionado por las historias de que no estaba contento con el nombramiento de Ashols Melu como asistente de entrenador de los Wanderers y, por lo tanto, vendió el juego. Tanto Melu como Chabala negaron cualquier ruptura entre ellos, dijeron que eran grandes amigos y Chabala dijo que no estaba en plena forma ese día y que su sustitución llegó un poco tarde. Lo dejaron fuera de los próximos cinco partidos de Wanderers, pero pronto recuperó su posición.

## Selección
Las actuaciones de Chabala entre los puestos de Wanderers fueron notadas por el entrenador de la selección nacional, lo que condujo a su primera aparición el 27 de noviembre de 1980 para el equipo 'B' de Zambia en una tercera y cuarta jugada de la Copa del Consejo de Asociaciones de Fútbol de África Oriental y Central (CECAFA), juego contra Malawi, que Zambia perdió 1–0.
Sin embargo, su debut internacional completo fue el 10 de abril de 1983 en una clasificación de CAN contra Sudán en Jartum, que Zambia perdió 2-1. A partir de entonces, Chabala fue un elemento permanente en la meta de Zambia durante la mayor parte de los próximos 10 años.
Lideró a Zambia a la Copa CECAFA Senior Challenge de 1984 cuando salvó 3 penales en la victoria por 3–0 penalización contra Malawi luego de un empate sin goles en el tiempo normal. Chabala estaba en la meta de Zambia en su desafortunado intento de ganar la Copa Africana de Naciones en 1986, donde Zambia fue eliminada en la fase de grupo.
La gran actuación de Chabala contra Ghana en 1987 durante una clasificación para los Juegos Olímpicos ayudaron a asegurar a Zambia un lugar en los Juegos Olímpicos de Seúl de 1988. Zambia había ganado su partido de ida 2-0 y viajó a Acra con los aficionados locales esperando que su equipo se llevara el día. Ghana atacó desde el primer momento, lanzando todo a los zambianos que, a pesar de conceder un gol del primer tiempo de Tony Yeboah , se mantuvieron para clasificar 2–1 en conjunto con el hombre del partido, Chabala sacando todas las paradas, incluso salvando un penal de Emmanuel Quarshie.
Después del juego, el portero de Ghana corrió hacia Chabala y le preguntó cuál era su secreto y la respuesta de Bemba de Chabala se hizo legendaria en los círculos de fútbol de Zambia: "Kuiposafye (solo tienes que lanzarte)".
En los Juegos Olímpicos, Zambia registró algunos resultados impresionantes con Charles Musonda tirando de las cuerdas en el mediocampo y Kalusha Bwalya en forma devastadora, empatando con Irak 2–2 y eliminando a Italia y Guatemala por 4-0 puntos para avanzar a los cuartos de final. Sin embargo, se produjo un desastre en el partido de cuartos de final contra Alemania Occidental cuando Zambia fue derrotada 4-0, con Jürgen Klinsmann en buena forma.
A pesar de esa decepción, muchos en Zambia creían que el equipo finalmente tenía los jugadores de calidad para llegar a la Copa Mundial de 1990 en Italia. Después de ganar todos sus partidos en casa, Zambia no pudo obtener un resultado fuera de casa y no se clasificó para la Copa del Mundo.
Chabala hizo otra aparición en la Copa Africana de Naciones de 1990, donde los periodistas lo eligieron como el mejor portero del torneo, manteniendo cuatro sábanas limpias en cinco partidos y ayudando a Zambia al tercer lugar. Su última participación en la Copa de Naciones fue en 1992 en Senegal, donde Zambia volvió a tener un rendimiento inferior, cayendo 1-0 ante los eventuales ganadores de Costa de Marfil en tiempo extra en los cuartos de final.
El 20 de diciembre de 1992, Zambia perdió un Clasificatorio para la Copa Mundial en Madagascar 2–0, un resultado que puso a su campaña de clasificación en una posición precaria. Chabala se retiró del equipo y se perdió los siguientes dos juegos de clasificación de Zambia. Sin embargo, dijo que no estaba sorprendido por la acción y acusó que estaba pagando el precio por expresar su opinión antes de las elecciones de la Asociación de Fútbol de Zambia de que el liderazgo no debería cambiar de manos, lo que no le fue bien al nuevo presidente Michael Mwape. Mwape, a su vez, respondió que Chabala fue derribado después de informes de que estaba suspendido en su club, en relación con la derrota final de la Copa de la Independencia ante Nkana. Wanderers aclaró que Chabala había cumplido una suspensión de 5 partidos que había caducado mucho antes del juego de Madagascar. Después de esto, FAZ le permitió volver a jugar para Zambia y rápidamente recuperó su puesto en el equipo nacional de su suplente Richard Mwanza.

## Muerte
El 28 de febrero de 1993, Zambia, que necesitaba una victoria para clasificarse para las etapas de grupos en la Campaña de Clasificación de la Copa Mundial, barrió a Madagascar 3–1 en Lusaka. Los zambianos fueron emparejado en el mismo grupo que Marruecos y Senegal y muchos sintieron que había llegado el momento de que Zambia se clasificara para la Copa del Mundo, ya que tenían un muy buen equipo que había estado juntos por un tiempo, con personal de entrenadores que parecía inspirar el equipo. El 10 de abril de 1993, Zambia jugó un empate sin goles en casa a Zimbabue en una clasificación para la Copa Africana de Naciones. Dos semanas después, los zambianos aplastaron a Mauricio 3-0 en Port Louis con Chabala como capitán y Kelvin Mutale agarrando un triplete.
Desde allí, el equipo se dirigió a Senegal para el primero de sus juegos de clasificación para la Copa Mundial en la fase de grupos. El transporte del equipo era un avión de Buffalo Airforce DHC-5D de Zambia. Después de reabastecerse de combustible en Libreville, el avión desarrolló problemas y cayó al mar el 28 de abril de 1993, matando a las 30 personas a bordo, incluido el presidente de la Asociación de Fútbol de Zambia, Michael Mwape, y miembros de la tripulación de la fuerza aérea. La nación entera estaba en shock y la magnitud de la tragedia se hundió cuando 30 ataúdes que contenían los restos de su amado equipo fueron trasladados para un entierro estatal. El accidente del avión puso fin a la carrera no solo de Chabala sino de casi todo un equipo de talentosos jugadores y entrenadores de Zambia.

## Clubes
| Club               | País      | Año       |
| ------------------ | --------- | --------- |
| Mufulira Wanderers | Zambia    | 1978-1991 |
| Argentinos Juniors | Argentina | 1991-1992 |
| Mufulira Wanderers | Zambia    | 1992-1993 |

## Palmarés
- Copa de Zambia (Copa de la Independencia / Copa Mosi): 1988, 1995
- Zambian Challenge Cup (Shell Challenge Cup / BP Challenge Cup / BP Top Eight Cup): 1984, 1986, 1994, 1996, 1997
- Copa Héroes y Unidad: 1985, 1987, 1988
- Campeón de la Copa de Campeones: 1985, 1988, 1992.
- Escudo de la caridad: 1996, 1997

### Selección nacional
- Copa CECAFA: 1984
- Trofeo MPLA: 1986
- Copa SADCC: 1990

### Honores individuales
- Deportista zambiano del año: 1985